# Épenoy
Épenoy é uma comuna francesa na região administrativa de Borgonha-Franco-Condado, no departamento de Doubs. Estende-se por uma área de 13,25 km². Em 2010 a comuna tinha 646 habitantes (densidade: 48,8 hab./km²).